# Axel Erik Roos

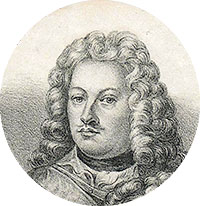
Axel Erik Roos

Axel Erik Roos (* 25. Mai 1684 in Årnäs, Västergötland; † 14. Dezember 1765 in Lövås, Dalsland) war ein schwedischer Baron sowie zuletzt Generalleutnant und Landeshauptmann.

## Leben
Axel Erik Roos wurde 1684 als Sohn von Carl Gustav Roos auf dem Hof des Vaters in Arnäs geboren. Er starb, 81 Jahre alt, am 14. Dezember 1765 auf seinem Hof Lövås in Dalsland, wo er auch begraben ist. Der Hof Lövås liegt auf einem Hügel etwa einen Kilometer südöstlich der Kirche von Gestad, die 1801 erbaut wurde. Auf dem Platz, auf dem dieses Monument steht, befanden sich früher der alte Friedhof und die Kirche der Gemeinde Gestad.

## Militärische Laufbahn
Axel Erik Roos fing mit 16 Jahren als Page beim schwedischen König Karl XII. an.
Im Jahre 1694 wurde er als Fähnrich in das Södermanland Regiment abkommandiert. In diesem Regiment nahm er an der Schlacht bei Klissow und der Schlacht bei Fraustadt teil. In beiden Schlachten wurde er leicht verwundet.
1707 wurde er zum Leutnant ernannt und in das Närke-Värmland Regiment versetzt, welches zu dieser Zeit unter dem Kommando seines Vaters stand. Im Jahre 1708 wurde er zum Leibtrabant ernannt und begleitete den König nach Bender. Während der Handgemenge von Bender zeichnete sich Roos durch große Tapferkeit aus. Mit seinem Körper schützte er den König und rettete diesem dadurch das Leben. Für seine Verdienste wurde er 1713 zum Generaladjutant seiner Majestät ernannt und erhielt das Kommando über ein schonisches Kavallerieregiment. Im Jahre 1715 war Roos bei den Verteidigungstruppen von Stralsund. Er wurde während dieser Belagerung erneut verwundet.
In den Jahren des nordischen Krieges wurde Roos von Karl XII. mehrmals mit gefährlichen und geheimen Aufgaben beauftragt. Auf einer dieser Reisen wurde er 1716 von den Dänen gefangen genommen. Aber es gelang ihm, aus der Gefangenschaft zu fliehen und nach Skane zu entkommen. Im Jahre 1718 nahm er an der Belagerung der Festung Frederikshald teil, wo König Karl XII. erschossen wurde.
1725 wurde er zum Generalmajor der Kavallerie und gleichzeitig zum Kommandeur der Nyländer und Tavestehus Dragoner befördert. Im Jahre 1728 bekam er zusätzlich das Kommando über die Dragoner in Bohuslän.
Sechzehnmal wurde Roos während der Karoliner Feldzüge verwundet.
Nach seiner Zeit als militärischer Befehlshaber wurde er 1740 zum Landeshauptmann im Regierungsbezirk Älvsborgs län ernannt. Zum Abschied bekam er den Rang eines Generalleutnants und die Pension eines Landeshauptmannes.

## Nachlass

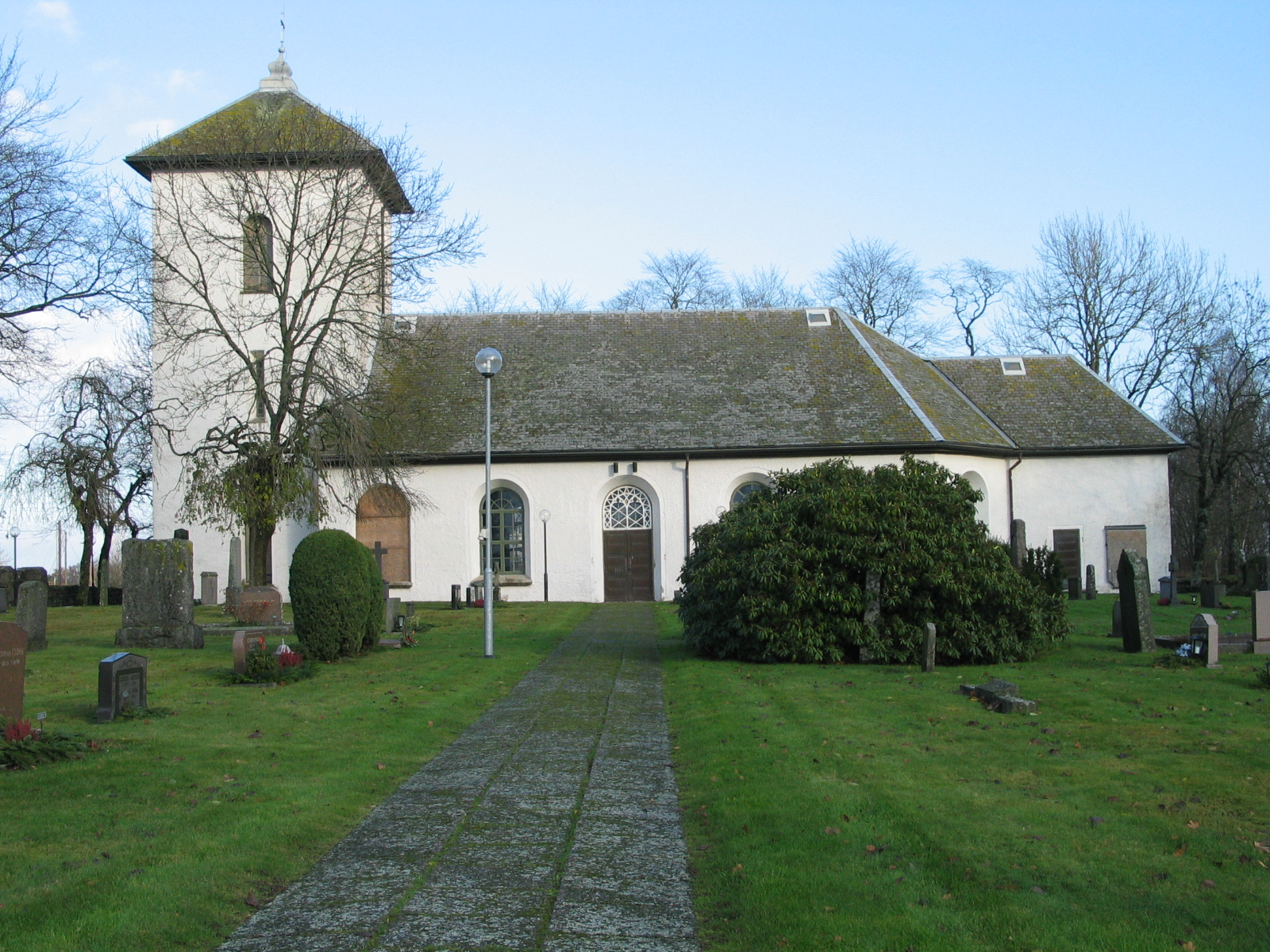
Kirche zu Gestad

Axel Erik Roos hat in einem Schriftstück sehr genau über das Handgemenge von Bender berichtet. Diese persönlichen Erinnerungen an das Gefecht übergab er der schwedischen Königin Ulrika Eleonora. Seine Erzählungen wurden mehrmals gedruckt, das erste Mal im Jahre 1757.
Diese Erzählungen sind sehr bedeutungsvoll und werden im Reichsarchiv aufbewahrt. Über Roos wurde gesagt: „Sein ganzes Leben war eine Kette von Tugend, Ehre und Heldentaten.“ Als Persönlichkeit war er der vollendete Held der Karoliner.
Esaias Tegnér schrieb sein Gedicht Axel und es wird vermutet, dass Axel Erik Roos damit gemeint war. Dieser Axel war ein wahrhaftiger Karolinersoldat, ein wahrhaftiger Held von vielen Schlachtfeldern und von dem Handgemenge bei Bender. Mit größter Wahrscheinlichkeit hat er damals das Leben des Königs gerettet. Es ist bekannt, dass der König großes Vertrauen zu ihm hatte und er nannte ihn die Rose. Roos war während der Feldzüge fast immer in der Nähe des Königs.
Die adelige Familie Roos ist jetzt ausgestorben. Der Degen und die Sporen von Axel Erik wurden fast 200 Jahre in der Kirche von Gestad aufbewahrt. Vor einigen Jahren wurden sie bei einem Einbruch gestohlen und nie wiedergefunden.